# کاراکویو (آق‌سرای)
کاراکویو (به ترکی استانبولی: Karakuyu) یک منطقهٔ مسکونی در ترکیه است که در آق‌سرای واقع شده‌است.